# Journal of Physics and Chemistry of Solids
Das Journal of Physics and Chemistry of Solids, abgekürzt J. Phys. Chem. Solids, ist eine wissenschaftliche Fachzeitschrift, die vom Elsevier-Verlag veröffentlicht wird. Die Zeitschrift wurde 1956 unter dem Namen The Physics and Chemistry of Solids gegründet, änderte ihn 1962 in Journal of Physics and Chemistry of Solids und erscheint derzeit mit zwölf Ausgaben im Jahr. Es werden Arbeiten veröffentlicht, die sich mit kondensierter Materie und Materialwissenschaften beschäftigen.
Der Impact Factor lag im Jahr 2020 bei 3,995. Nach der Statistik des Web of Science wird das Journal mit diesem Impact Factor in der Kategorie multidisziplinäre Chemie an 68. Stelle von 178 Zeitschriften und in der Kategorie Physik, kondensierte Materie an 23. Stelle von 69 Zeitschriften geführt.